# Rechtsschutzbeauftragter
Rechtsschutzbeauftragte sind in Österreich von den Justiz- und Sicherheitsbehörden unabhängige Kontrollorgane, die sowohl zum Schutz der Rechte geheim überwachter Personen als auch im öffentlichen Interesse tätig werden. Sie sind an keine Weisungen gebunden und unterliegen der Amtsverschwiegenheit.
Zum 1. Jänner 1998 wurden sowohl in der Strafprozessordnung als auch im Sicherheitspolizeigesetz besondere, verdeckte Ermittlungsmaßnahmen zur Bekämpfung der organisierten Kriminalität eingeführt. Die intensiven Eingriffe in die Grundrechte der von den besonderen Ermittlungsmaßnahmen Betroffenen gingen einher mit der Einführung einer begleitenden Kontrollinstanz.
Inzwischen gibt es vier gesetzlich verankerte Rechtsschutzbeauftragte:
- § 47a Strafprozessordnung (StPO)[5]
- § 91a Sicherheitspolizeigesetz (SPG)[6]
- § 74a Finanzstrafgesetz (FinStrG)[7]
- § 57 Militärbefugnisgesetz (MBG).[8]

## Strafprozessordnung
Der Rechtsschutzbeauftragte nach der StPO wird von der Bundesministerin/dem Bundesminister für Justiz zur Wahrnehmung des besonderen Rechtsschutzes im Strafrecht für die Dauer von drei Jahren bestellt.
Der Rechtsschutzbeauftragte prüft und kontrolliert u. a. die Genehmigungen, Bewilligungen und Durchführungen von
- verdeckten Ermittlungen,
- optischen oder akustischen Überwachungen von Personen oder
- Verfahren, in denen eine Weisung auf Einstellung des Verfahrens erteilt wurde,

bei der Aufklärung und Verfolgung von Straftaten.

## Sicherheitspolizeigesetz
Bei der Bundesministerin/dem Bundesminister für Inneres ist gemäß § 91a SPG eine Rechtsschutzbeauftragte/ein Rechtsschutzbeauftragter für den besonderen Rechtsschutz im Ermittlungsdienst der Sicherheitsbehörden eingerichtet. Sie/er ist für die Dauer von fünf Jahren bestellt.
Die Sicherheitsbehörden sind verpflichtet, die Rechtsschutzbeauftragte/den Rechtsschutzbeauftragten u. a. von jeder Ermittlung personenbezogener Daten unter Angabe der für die Ermittlung wesentlichen Gründe zu informieren.

## Finanzstrafgesetz
Die/der Rechtsschutzbeauftragte nach dem FinStrG wird von der Bundesministerin/dem Bundesminister für Finanzen auf die Dauer von fünf Jahren bestellt. Ihre/seine Aufgabe ist die Wahrnehmung des besonderen Rechtsschutzes im verwaltungsbehördlichen Finanzstrafverfahren.

## Militärbefugnisgesetz
Die/der Rechtsschutzbeauftragte nach dem MBG prüft die Rechtmäßigkeit von Maßnahmen der nachrichtendienstlichen Aufklärung und Abwehr. Sie/er ist beim Bundesministerium für Landesverteidigung eingerichtet und für die Dauer von fünf Jahren bestellt.